# Koperkwartet
Een koperkwartet is een kwartet, dat uit vier koperblazers bestaat. Het is daarbij tevens de aanduiding voor een compositie geschreven voor zo'n kwartet.

## Samenstelling
De samenstelling van een koperkwartet kan variëren. De meest gebruikelijke combinatie en waarvoor sinds 1950 veel repertoire is gecomponeerd:
- twee trompetten of cornetten
- één hoorn
- één trombone

Een andere kwartetcombinatie die ook veel voorkomt is:
- twee trompetten of cornetten
- twee trombones

Een minder voorkomende variant is de bezetting:
- één trompet, cornet of bugel
- één hoorn
- één trombone
- één tuba

## Composities
De Deense componist Wilhelm Ramsoe (1837-1895) heeft vijf koperkwartetten gecomponeerd in de traditie van Jean Baptiste Arban en de salonmuziek van die tijd. Qua opbouw en lengte lijken de kwartetten geïnspireerd te zijn op strijkkwartetten. Ramsoe gebruikte voor zijn kwartetbezetting instrumenten die toentertijd in Noord-Europa populair waren:
- één bes-cornet
- één f-trompet
- één tenorhoorn
- één tuba

In 1950 componeerde de Amerikaanse componist Leonard Bernstein zijn 'Fanfare for Bima' voor vierstemmig koperensemble in de instrumentatie trompet, hoorn, trombone en tuba of bastrombone. De Engelse componist Joseph Horovitz gebruikte in zijn compositie 'Brass Polka' deze vierstemmige bezetting ook in 1976. Het repertoire werd pas vanaf 1986 weer uitgebreid door het Franse 'Ensemble Cuivres Epsilon' waar tubaist Thierry Thibault naast arrangementen ook origineel repertoire voor deze kwartetbezetting componeerde. Hierbij zijn ook nog vermeldenswaardig de composities 'Sémaphore' van dezelfde Thierry Thibault voor koperkwartet met harmonieorkestbegeleiding en 'Solarium' van de Amerikaanse componist Joseph Turrin voor koperkwartet met pianobegeleiding. 
Andere te noemen componisten die voor koperkwartet met hoorn erbij componeerden zijn onder anderen Jan Koetsier, Hendrik Andriessen, Otto Ketting, Gerard Boedijn, Jaap Geraedts, Karel Komzak, Eric Cundell, Maurice Whitney, Dmitri Kabalevski, Anthony Louis Scarmolin, John Gardner. 
Componisten die voor koperkwartet met twee trompetten en trombones componeerden zijn onder anderen David Uber, Enrique Crespo, Dieter Dyk, Walters Hartley, Meyer Kupferman, Lennie Niehaus.

## Bekende koperkwartetten
Voorbeelden van internationale koperkwartetten zijn 'Prism Brass Quartet', 'Pamplona Brass Quartet', 'Silesian Brass Quartet', 'Clockwork', 'A4 Brass Quartet', 'Storm Front', 'Pinnacle Brass Quartet', 'Omni Brass Quartet', 'Continuous Brass Quartet'.